# Denise Crosby
Denise Michelle Crosby (n. 24 noiembrie 1957, Hollywood, California, SUA) este o actriță americană cel mai bine cunoscută pentru interpretarea șefului securității Tasha Yar din Star Trek: The Next Generation. A mai apărut în numeroase filme și roluri. Este nepoata lui Bing Crosby.

## Filmografie selectivă
- Curse of the Pink Panther (1983)
- Bărbatul care iubea femeile (1983)
- Pet Sematary (1989)
- Arta de a înșela (1989)
- Star Trek: The Next Generation (1987)
- Dolly Dearest (1992)
- 48 de ore (1982)
- episoadele Essence și Empedocles din serialul Dosarele X, ambele din (2001)
- Trekkies 1997
- Trekkies 2 2004